# Hamilton Fish Armstrong
Hamilton Fish Armstrong (1893-1973) fue un escritor, editor y diplomático estadounidense.

## Biografía
Nació en Nueva York en 1893. Escritor, editor y diplomático, ejerció como editor de la revista Foreign Affairs durante varias décadas. Falleció en Nueva York en abril de 1973.
Fue autor de obras como The New Balkans (Harper & Bros, 1926), Where the East Begins (1929), Hitler's Reich: The First Phase (The Macmillan Company, 1933), Europe Between Wars? (Macmillan, 1934), "We or They": Two Worlds in Conflict (Macmillan, 1936), When There Is No Peace (The Macmillan Co., 1939), Can America Stay Neutral? (Harper & Bros, 1939), junto a Allen W. Dulles, Chronology of Failure (The Macmillan Co., 1940), The Calculated Risk (The Macmillan Co., 1947), Tito and Goliath (The Macmillan Co., 1951) o Peace and Counterpeace: From Wilson to Hitler (Harper and Row, 1971), entre otras.